# Колыбельная скорбной тайне
Колыбельная для печальной тайны (таг. Hele Sa Hiwagang Hapis) — филиппинский драматический фильм, снятый Лавом Диасом. Мировая премьера ленты состоялась в феврале 2016 года на Берлинском международном кинофестивале.

## Сюжет
Фильм рассказывает о поисках тела филиппинского революционного лидера Андреса Бонифасио.